# Anoplistes agababiani
Anoplistes agababiani là một loài bọ cánh cứng trong họ Cerambycidae.